# Comarca d'Alfaro
La Comarca de Alfaro és una comarca de La Rioja, (Espanya), situada la regió Rioja Baixa, a la zona de Valle.
Núm de municipis: 3
Superfície: 253,17 {\displaystyle Km^{2}}
Població (2007): 15.845 habitants
Densitat: 6259 hab/{\displaystyle Km^{2}}
Latitud mitjana: 42º 12' 47" nord
Longitud mitjana: 1º 49' 12" oest
Altitud mitjana: 310 msnm

## Municipis de la comarca
- Aldeanueva de Ebro
- Alfaro
- Rincón de Soto.